# Uholníky
Uholníky este o arie protejată (arie specială de conservare — SAC, sit de importanță comunitară — SCI) din Slovacia întinsă pe o suprafață de 7,59 ha, integral pe uscat.

## Localizare
Centrul sitului Uholníky este situat la coordonatele 49°07′29″N 18°59′59″E / 49.124722°N 18.999722°E.

## Înființare
Situl Uholníky a fost declarat sit de importanță comunitară în octombrie 2011 pentru a proteja 1 specie de animale. Situl a fost protejat și ca arie specială de conservare în august 2011.

## Biodiversitate
Situată în ecoregiunea alpină, aria protejată conține 4 habitate naturale: Păduri aluvionare cu Alnus glutinosa și Fraxinus excelsior (Alno-Padion, Alnion incanae, Salicion albae), Lacuri și iazuri distrofice naturale, Mlaștini turboase de tranziție și turbării mișcătoare, Mlaștini împădurite.
La baza desemnării sitului se află o specie protejată de  amfibieni: izvoraș-cu-burta-galbenă (Bombina variegata).
Pe lângă speciile protejate, pe teritoriul sitului au mai fost identificate 7 specii de plante, 2 specii de amfibieni, 4 specii de mamifere, 1 specie de reptile.